# The Who Tour 1968
The Who Tour 1968 var en konsertturné av The Who, då de framförde studioalbumet The Who Sell Out, samt singeln "Magic Bus".

## Historia
Gruppen började året med att fortsätta marknadsföra sitt album The Who Sell Out, som hade släppts i slutet av 1967. Efter en kort vända till Australien och Nya Zeeland tillsammans med Small Faces och Paul Jones (som tidigare varit sångare i Manfred Mann), där gruppen blev avskräckta av dåliga recensioner och dåligt ljud, fick Pete Townshend lova att gruppen aldrig skulle komma tillbaka (de återvände inte förrän 2004).  
Under året hann de även med två längre sejourer i Nordamerika. Den första innehöll två kvällar på Fillmore East i New York, som bandet spelade in i hopp om att släppa ett livealbum. Planen skrotades så småningom eftersom de inte var nöjda med kvaliteten på konserterna, men ett bootlegalbum som heter Live at Fillmore East gjordes av inspelningarna. En officiell utgåva av konserterna släpptes den 20 april 2018. 
Under den andra vändan till Nordamerika presenterade gruppen sin nyinspelade singel "Magic Bus", som släpptes i juli samma år. Låten blev snabbt en favorit bland fansen. Det var också under denna tid som Townshend i intervjuer började relatera till sina visioner om det konceptalbum som skulle bli Tommy, som bandet skulle börja spela in i september och slutföra i mars 1969. 
Eftersom bandet parallellt med turnerande hade börjat spela in Tommy, så tillbringades de sista tre månaderna av året i England, där de i november gjorde en kort turné tillsammans med bland annat Small Faces, The Crazy World of Arthur Brown och Yes. Gruppens sista konsert på Empire Theatre i Liverpool inkluderade bland annat en lång version av Magic Bus, där musiker som medverkat på turnén anslöt till bandet på scenen. Ironiskt nog delade Keith Moon sitt trumset med Small Faces trummis Kenney Jones, som senare skulle ersätta Moon i bandet efter dennes död 1978.
En av gruppens sista framträdanden för året var en konsert med cirkustema på The Rolling Stones Rock and Roll Circus, avsedd att sändas på BBC. Då The Rolling Stones var missnöjda med sitt framförande, släpptes inte konserten officiellt förrän 1996. The Whos framförande av låten "A Quick One, While He's Away" sågs som en höjdpunkt, vilket resulterade att The Who använde den i dokumentären The Kids Are Alright och dess soundtrack 1979.

## Officiella utgåvor
Följande inspelningar från turnén 1968 (bortsett från TV-framträdanden där bandet uppträdde till förinspelat material) är till 2018 officiellt släppta:
Från The Rolling Stones Rock and Roll Circus
- Den slutgiltiga versionen av "A Quick One, While He's Away" (den spelades minst två gånger till som reptitioner) visas i dokumentären The Kids Are Alright och finns med på dess soundtrack 1979.
- Samma version visas i filmen (och finns på soundtracket till) The Rolling Stones Rock and Roll Circus.
- Versionen av "A Quick One, While He's Away" på samlingsboxen 30 Years of Maximum R&B är en sammanslagning av den ursprungliga studioversionen från albumet A Quick One och den första av de två repetitionsinspelningarna från The Rolling Stones Rock och Roll Circus. Redigeringen gjordes ganska slarvigt, eftersom tonhöjden på de två inspelningarna inte matchar.

I februari 2018 meddelade The Who att de skulle släppa ett officiellt livealbum av deras konserter på Fillmore East den 5 och 6 april 1968 för att fira 50-årsdagen av konserthallens öppning. Konserten från den 6 april hade dessförinnan endast varit tillgänglig som bootleg.
Trots titeln innehåller albumet Magic Bus: The Who on Tour inga liveinspelningar.

## Medlemmar
- Roger Daltrey - sång, munspel
- Pete Townshend - gitarr, sång
- John Entwistle - bas, sång
- Keith Moon - trummor

## Generella setlists

### Storbritannien, Australien och Nya Zeeland
Bandets konserter under januari/februari innehöll en blandning av tidiga hits, material från The Who Sell Out och covers som "Shakin' All Over" och "Summertime Blues", som varit en del av gruppens repertoar sedan 1967. Konserterna avslutades med "My Generation", som vanligtvis kulminerade i gruppens nödvändiga förstörelse av instrument. Följande låtar spelades vanligtvis live under denna tid (alla låtar skrivna av Pete Townshend om inget annat anges):
1. "Substitute"
2. "Pictures of Lily"
3. "Summertime Blues" (Eddie Cochran, Jerry Capehart)
4. "Tattoo"
5. "Relax"
6. "My Way" (Eddie Cochran)
7. "Happy Jack"
8. "I'm a Boy"
9. "A Quick One, While He's Away"
10. "Boris the Spider" (John Entwistle)
11. "Shakin' All Over" (Johnny Kidd)
12. "My Generation"

### Första turnén i Nordamerika
En sex veckors nordamerikansk turné började den 21 februari i San Jose Civic Auditorium. En inspelning från publikplats från detta datum existerar med små variationer från spellistan nedan. Setlisten var ungefär densamma som tidigare på året, men bandet lade också till covern "Fortune Teller" som sedan övergick till "Tattoo". Dessutom spelades ibland låten "Little Billy", en sång om anti-rökning som Townshend hade skrivit för American Cancer Society. Låten dök senare upp på albumet Odds & Sods. Gruppens första singel under namnet The Who, "I Can't Explain", började spelas på nästan varje konsert runt den här tiden, medan den tidigare hade spelats mer sporadiskt. Det var också på denna turné som gruppen började expandera "My Generation" med långa jam mot slutet, även om det inte hände vid varje show. 
Följande låtar spelades vanligtvis live under denna tid (alla låtar skrivna av Pete Townshend om inget annat anges):
1. "Substitute"
2. "Pictures of Lily"
3. "Summertime Blues" (Eddie Cochran, Jerry Capehart)
4. "Fortune Teller" (Allen Toussaint)
5. "Tattoo"
6. "I Can't Explain"
7. "Happy Jack"
8. "Relax"
9. "I'm a Boy"
10. "A Quick One, While He's Away"
11. "My Way" (Eddie Cochran)
12. "Shakin' All Over" (Johnny Kidd)
13. "Boris the Spider" (John Entwistle)
14. "My Generation"

Ibland spelades även:
- "C'mon Everybody" (Eddie Cochran) (spelades den 6 april)
- "I Can See for Miles" (spelades den 23 mars)
- "Little Billy" (spelades den 1 mars, 5 april och 6 april)

Gruppens management försökte fånga bandets liveuppträdanden för ett planerat livealbum. Två kvällar på Fillmore East i New York den 5 och 6 april spelades in, men resultatet blev aldrig officiellt släppt. En bootleginspelning från dessa kvällar är en av de mest cirkulerade inofficiella liveinspelningarna av bandet någonsin, med "Summertime Blues", "Fortune Teller", "Tattoo", "Little Billy", "I Can't Explain", "Happy Jack", "Relax" (fade out) – allt från andra kvällen (6 april) – och "A Quick One, While He's Away", "My Way", "Shakin' All Over", "Boris the Spider", "My Generation" (fade out) från första kvällen (5 april).
En publikinspelning från andra kvällen (6 april) finns också (utelämnar de flesta låtarna som finns på mixerbordsinspelningen, förutom "Relax"), som innehåller "Substitute", "Pictures of Lily", "Relax" (identisk med mixerbordsinspelningen, men är tre minuter längre från det att mixerbordsinspelningen fadear ut), "I'm a Boy", "C'mon Everybody", "A Quick One" (skiljer sig från mixerbordsinspelningen), "My Way" (skiljer sig från mixerbordsinspelningen).
"Shakin' All Over", "Boris the Spider" och "My Generation" från andra kvällen fångades inte på någon inspelning.

### Storbritannien under våren och andra turnén i Nordamerika
Gruppen spelade ett antal konserter i Storbritannien under våren, följt av en andra turné i Nordamerika som varade från slutet av juni till slutet av augusti. Under denna tidpunkt lade bandet till John Entwistles "Heaven and Hell" till spellistan, och den kom att bli gruppens öppningslåt under hela perioden 1969–1970. De återinförde också Mose Allisons "Young Man Blues", nu i en tyngre version än när låten spelades 1964 och nu ofta innehållande långa jam. Från och med tiden för den nordamerikanska turnén började den nya singeln "Magic Bus" att spelas under konserter, vanligtvis med ljudteknikern Bob Pridden som spelade claves, men Keith Moon skulle så småningom börja spela dessa själv. Förstörelse av instrument förekom fortfarande i slutet av konserterna, men nu mindre frekvent.
Följande låtar spelades vanligtvis live under denna tid (alla låtar skrivna av Pete Townshend om inget annat anges):
1. "Substitute"
2. "I Can't Explain"
3. "Heaven and Hell" (John Entwistle) (även öppningslåt på flertalet konserter)
4. "Fortune Teller" (Allen Toussaint)
5. "Tattoo"
6. "Pictures of Lily"
7. "Summertime Blues" (Eddie Cochran, Jerry Capehart)
8. "Young Man Blues" (Mose Allison)
9. "Boris the Spider" (John Entwistle)
10. "Relax"
11. "A Quick One, While He's Away"
12. "Happy Jack"
13. "I'm a Boy"
14. "Magic Bus"
15. "Shakin' All Over" (Johnny Kidd)
16. "My Generation"

Ibland spelades även:
- "Daddy Rolling Stone" (Otis Blackwell) (spelades den 10 augusti)
- "Silas Stingy" (John Entwistle) (spelades den 28 och 29 augusti)
- "Mary Ann With The Shaky Hands" (spelades den 28 och 29 augusti)
- "I Can See for Miles" (spelades den 28 augusti)

### Oktober - December
Gruppen spelade uteslutande i Storbritannien för resten av året mellan inspelningsdatum för Tommy. De medverkade också på The Rolling Stones Rock and Roll Circus, som spelades in den 11 december. Inga andra konserter från denna period har spelats in, men deras setlist var troligen densamma som på den andra nordamerikanska turnén.

## Turnédatum
| Datum                      | Stad                 | Land        | Arena                                                                              |
| Europa                     | Europa               | Europa      | Europa                                                                             |
| -------------------------- | -------------------- | ----------- | ---------------------------------------------------------------------------------- |
| 1 januari 1968             | Bromley              | England     | Bal Tabarin Club                                                                   |
| 6 januari 1968             | Nantwich             | England     | Civic Hall                                                                         |
| 8 januari 1968             | Bristol              | England     | Silver Blades Ice Rink                                                             |
| 9 januari 1968             | Portsmouth           | England     | Brave New World Club                                                               |
| 11 januari 1968            | Worthing             | England     | Assembly Hall                                                                      |
| 12 januari 1968            | Tottenham            | England     | Royal Ballroom                                                                     |
| 13 januari 1968            | Margate              | England     | Dreamland Ballroom                                                                 |
| Oceanien                   |                      |             |                                                                                    |
| 20 januari 1968            | Brisbane             | Australien  | Brisbane Festival Hall (2 konserter)                                               |
| 22 januari 1968            | Sydney               | Australien  | Sydney Stadium (2 konserter)                                                       |
| 23 januari 1968            | Sydney               | Australien  | Sydney Stadium (2 konserter)                                                       |
| 25 januari 1968            | Melbourne            | Australien  | Festival Hall (2 konserter)                                                        |
| 26 januari 1968            | Melbourne            | Australien  | Festival Hall (2 konserter)                                                        |
| 27 januari 1968            | Adelaide             | Australien  | Centennial Hall (2 konserter)                                                      |
| 29 januari 1968            | Auckland             | Nya Zeeland | Auckland Town Hall (2 konserter)                                                   |
| 31 januari 1968            | Wellington           | Nya Zeeland | Wellington Town Hall (2 konserter)                                                 |
| Europa                     |                      |             |                                                                                    |
| 10 februari 1968           | Colchester           | England     | Essex University                                                                   |
| 11 februari 1968           | Crawley              | England     | Starlite Ballroom                                                                  |
| 16 februari 1968           | Sheffield            | England     | Sheffield University                                                               |
| 17 februari 1968           | Manchester           | England     | Faculty of Technology Union                                                        |
| Nordamerika                |                      |             |                                                                                    |
| 21 februari 1968           | San Jose             | USA         | San Jose Civic Auditorium                                                          |
| 22 februari 1968           | San Francisco        | USA         | The Fillmore                                                                       |
| 23 februari 1968           | San Francisco        | USA         | Winterland Ballroom                                                                |
| 24 februari 1968           | San Francisco        | USA         | Winterland Ballroom                                                                |
| 1 mars 1968                | Vancouver            | Kanada      | Agrodome                                                                           |
| 2 mars 1968                | Edmonton             | Kanada      | Edmonton Gardens                                                                   |
| 8 mars 1968                | Bloomington          | USA         | Metropolitan Sports Center                                                         |
| 9 mars 1968                | Detroit              | USA         | Grande Ballroom                                                                    |
| 10 mars 1968               | Aurora, Illinois     | USA         | Opera House                                                                        |
| 10 mars 1968               | Peoria               | USA         | Exposition Gardens                                                                 |
| 15 mars 1968               | San Antonio          | USA         | Municipal Auditorium                                                               |
| 16 mars 1968               | Beaumont             | USA         | City Auditorium (2 konserter)                                                      |
| 17 mars 1968               | Houston              | USA         | Music Hall (2 konserter)                                                           |
| 22 mars 1968               | Tampa                | USA         | Curtis Hixon Hall                                                                  |
| 23 mars 1968               | Fort Lauderdale      | USA         | Code 1                                                                             |
| 24 mars 1968               | Orlando              | USA         | Orlando Coliseum                                                                   |
| 27 mars 1968               | Montreal             | Kanada      | Montreal Forum                                                                     |
| 29 mars 1968               | Madison              | USA         | Baldwin Gymnasium, Drew University                                                 |
| 30 mars 1968               | Westbury             | USA         | Westbury Music Fair                                                                |
| 31 mars 1968               | Washington, D.C.     | USA         | DAR Constitution Hall                                                              |
| 4 april 1968 (ställdes in) | New York             | USA         | Fillmore East                                                                      |
| 5 april 1968               | New York             | USA         | Fillmore East                                                                      |
| 6 april 1968               | New York             | USA         | Fillmore East                                                                      |
| 7 april 1968               | Toronto              | Kanada      | CNE Coliseum                                                                       |
| Storbritannien             |                      |             |                                                                                    |
| 15 april 1968              | London               | England     | Marquee Club                                                                       |
| 23 april 1968              | London               | England     | Marquee Club                                                                       |
| 27 april 1968              | Montreux             | England     | Golden Rose Festival, Montreux Casino (obekräftad)                                 |
| 29 april 1968              | Watford              | England     | Top Rank Suite                                                                     |
| 3 maj 1968                 | Kingston upon Hull   | England     | Hull University                                                                    |
| 4 maj 1968                 | Liverpool            | England     | Liverpool University                                                               |
| 11 maj 1968                | Glasgow              | Skottland   | Strathclyde University                                                             |
| 24 maj 1968                | Islington            | England     | City University London                                                             |
| 31 maj 1968                | Manchester           | England     | Manchester University                                                              |
| 14 juni 1968               | Leicester            | England     | Leicester University                                                               |
| 15 juni 1968               | Elephant and Castle  | England     | London College of Printing                                                         |
| 21 juni 1968               | Durham               | England     | Durham University                                                                  |
| Nordamerika                |                      |             |                                                                                    |
| 28 juni 1968               | Los Angeles          | USA         | Shrine Auditorium                                                                  |
| 29 juni 1968               | Los Angeles          | USA         | Shrine Auditorium                                                                  |
| 8 juli 1968                | Sacramento           | USA         | Memorial Auditorium                                                                |
| 9 juli 1968                | Regina               | Kanada      | Exhibition Hall (obekräftad)                                                       |
| 10 juli 1968               | Calgary              | Kanada      | Stampede Corral (2 konserter)                                                      |
| 11 juli 1968               | Saskatoon            | Kanada      | Saskatoon Arena                                                                    |
| 12 juli 1968               | Monticello           | USA         | Indiana Beach Ballroom (2 konserter)                                               |
| 13 juli 1968               | Detroit              | USA         | Grande Ballroom (2 konserter)                                                      |
| 14 juli 1968               | Warrensville Heights | USA         | Musicarnival                                                                       |
| 15 juli 1968               | Kingston             | Kanada      | Memorial Centre                                                                    |
| 16 juli 1968               | Ottawa               | Kanada      | Ottawa Civic Centre                                                                |
| 17 juli 1968               | Montreal             | Kanada      | Autostade                                                                          |
| 18 juli 1968               | Providence           | USA         | Rhode Island Auditorium                                                            |
| 20 juli 1968               | Virginia Beach       | USA         | Civic Center (2 konserter)                                                         |
| 21 juli 1968               | Wallingford          | USA         | Oakdale Music Theater                                                              |
| 23 juli 1968               | Richmond             | USA         | The Mosque (2 konserter)                                                           |
| 24 juli 1968               | Philadelphia         | USA         | Philadelphia Music Festival, JFK Stadium (konserten kortades ner på grund av regn) |
| 26 juli 1968               | Chalmette            | USA         | St. Bernard Civic Auditorium                                                       |
| 27 juli 1968               | Orlando              | USA         | Orlando Sports Stadium                                                             |
| 28 juli 1968               | Miami                | USA         | Miami Marine Stadium                                                               |
| 29 juli 1968               | Ellenville           | USA         | Tamarack Lodge                                                                     |
| 31 juli 1968               | Algonquin            | USA         | New Place                                                                          |
| 1 augusti 1968             | Chicago              | USA         | Electric Theater                                                                   |
| 2 augusti 1968             | New York             | USA         | Singer Bowl                                                                        |
| 3 augusti 1968             | Lake Geneva          | USA         | Majestic Hills Theater                                                             |
| 4 augusti 1968             | North Tonawanda      | USA         | Melody Fair, Wurlitzer Park                                                        |
| 5 augusti 1968             | Chicago              | USA         | International Amphitheatre                                                         |
| 6 augusti 1968             | Boston               | USA         | Music Hall (2 konserter)                                                           |
| 7 augusti 1968             | New York             | USA         | Schaefer Music Festival, Wollman Rink – Central Park (2 konserter)                 |
| 9 augusti 1968             | Springfield          | USA         | Illinois State Fairgrounds                                                         |
| 10 augusti 1968            | St. Charles          | USA         | Jaguar Club                                                                        |
| 13 augusti 1968            | San Francisco        | USA         | Fillmore West                                                                      |
| 14 augusti 1968            | San Francisco        | USA         | Fillmore West                                                                      |
| 15 augusti 1968            | San Francisco        | USA         | Fillmore West                                                                      |
| 16 augusti 1968            | Fresno               | USA         | Selland Arena                                                                      |
| 17 augusti 1968            | Tempe                | USA         | Tempe Diablo Stadium                                                               |
| 18 augusti 1968            | Colorado Springs     | USA         | Kelker Junction Concert Hall                                                       |
| 20 augusti 1968            | Albuquerque          | USA         | Albuquerque Civic Auditorium                                                       |
| 22 augusti 1968            | Kansas City          | USA         | Municipal Auditorium Music Hall                                                    |
| 23 augusti 1968            | Oklahoma City        | USA         | Wedgewood Village Amusement Park                                                   |
| 24 augusti 1968            | Oklahoma City        | USA         | Wedgewood Village Amusement Park (2 konserter)                                     |
| 26 augusti 1968            | San Jose             | USA         | San Jose Civic Auditorium                                                          |
| 27 augusti 1968            | San Diego            | USA         | Community Concourse                                                                |
| 28 augusti 1968            | Santa Monica         | USA         | Santa Monica Civic Auditorium                                                      |
| 29 augusti 1968            | Santa Barbara        | USA         | Earl Warren Showgrounds                                                            |
| 30 augusti 1968            | Tucson               | USA         | Hi-Corbett Field                                                                   |
| Europa                     |                      |             |                                                                                    |
| 5 oktober 1968             | London               | England     | Roundhouse                                                                         |
| 11 oktober 1968            | York                 | England     | York University                                                                    |
| 12 oktober 1968            | Sheffield            | England     | Sheffield University                                                               |
| 18 oktober 1968            | London               | England     | Lyceum                                                                             |
| 19 oktober 1968            | Dunstable            | England     | California Ballroom                                                                |
| 25 oktober 1968            | Leicester            | England     | Granby Halls                                                                       |
| 30 oktober 1968            | Twickenham           | England     | Eel Pie Island                                                                     |
| 8 november 1968            | Walthamstow          | England     | Granada Cinema (2 konserter)                                                       |
| 9 november 1968            | Slough               | England     | Adelphi Cinema (2 konserter)                                                       |
| 10 november 1968           | Bristol              | England     | Colston Hall (2 konserter)                                                         |
| 12 november 1968           | Nottingham           | England     | Sherwood Rooms                                                                     |
| 15 november 1968           | London               | England     | The Roundhouse (2 konserter)                                                       |
| 16 november 1968           | London               | England     | The Roundhouse (2 konserter)                                                       |
| 17 november 1968           | Birmingham           | England     | Birmingham Theatre (2 konserter)                                                   |
| 18 november 1968           | Newcastle upon Tyne  | England     | Newcastle City Hall (2 konserter)                                                  |
| 19 november 1968           | Paisley              | Skottland   | Paisley Ice Rink                                                                   |
| 20 november 1968           | Liverpool            | England     | Liverpool Empire Theatre (2 konserter)                                             |
| 22 november 1968           | St Albans            | England     | City Hall                                                                          |
| 23 november 1968           | Devizes              | England     | Corn Exchange                                                                      |
| 26 november 1968           | Southampton          | England     | Southampton University                                                             |
| 30 november 1968           | Manchester           | England     | Manchester University                                                              |
| 6 december 1968            | Manchester           | England     | Salford University                                                                 |
| 7 december 1968            | Bristol              | England     | Bristol University                                                                 |
| 9 december 1968            | Bath                 | England     | Bath Pavilion                                                                      |
| 11 december 1968           | London               | England     | Stonebridge Home Studios                                                           |
| 12 december 1968           | Reading              | England     | Reading University                                                                 |
| 14 december 1968           | Brentwood            | England     | Bubbles Club                                                                       |
| 17 december 1968           | London               | England     | Marquee Club                                                                       |
| 19 december 1968           | Worthing             | England     | Pavilion Ballroom                                                                  |
| 21 december 1968           | Ramsey               | England     | Gaiety Ballroom                                                                    |